# Benoît Dubois
Pour les articles homonymes, voir Dubois.
Benoît Dubois, né le 11 avril 1989 à Villeneuve-sur-Yonne, est un chroniqueur, animateur de télévision et acteur français. Précédemment, il a participé à des émissions de téléréalité, remportant la saison 4 de Secret Story.

## Biographie

### Enfance
Né le 11 avril 1989, Benoît Dubois grandit à Villeneuve-sur-Yonne en Bourgogne-Franche-Comté.

### Vie privée
Il est ouvertement gay, ce que sa famille a toujours su et accepté,.

### Télé-réalité
En 2010, alors qu’il exerce la profession de coiffeur, il passe l'audition de Secret Story 4, l'émission de télé-réalité de TF1 présentée par Benjamin Castaldi, avec comme secret : « Je suis un travesti ». Sa candidature est retenue mais le jeune homme se voit proposer d'intégrer le Before Secret qui consiste à construire un faux-couple avec l'aide des téléspectateurs. Il rentre le 9 juillet 2010 dans La Maison des Secrets. Benoît a donc comme secret « Nous sommes le faux-couple préféré des internautes » avec Robin. Cependant, Robin révèle leur secret. Nommés, ils seront toutefois sauvés par le public. Il devient célèbre pour son duo de commère avec Thomas Vitiello, alias Brigitte et Josiane Les Gayssip Boys.
Nommé au total sept fois au cours de l'aventure, Benoît Dubois remporte la quatrième édition de Secret Story le 22 octobre 2010 avec 197 805 € de gains qu'il investit dans l'immobilier. Il est invité par la suite dans de nombreuses émissions telles que Morandini !, La Nuit nous Appartient ou encore Touche pas à mon poste !.
En 2011, il intègre la nouvelle télé-réalité de TF1, Carré ViiiP, qui oppose des célèbres candidats de télé-réalité à des anonymes. L'émission est déprogrammée après deux semaines, faute d'audience.
Le 11 juin 2014, il apparaît dans Les Anges de la télé-réalité 6 : Australia en tant qu'« invité spécial » avec comme projet professionnel de décrocher son diplôme de sauveteur en mer. Le 3 septembre 2014, il revient exceptionnellement dans La Maison des Secrets de Secret Story 8 avec Amélie Neten.
De février 2018 à mars 2018, il participe à la quatrième saison de Friends Trip.
En 2023, il participe à Les Apprentis aventuriers avec Julie Ricci.
En 2024, il participe à la saison 9 de La villa des coeurs brisés, en tant que cœur brisé. Fin 2024, il fait partie des candidats participant à la première saison de The Cerveau. 

### Chroniqueur
Le 29 avril 2011, il est chroniqueur invité dans l'émission people présentée par Laurent Artufel et Caroline Ithurbide, 24h Buzz : mariage princier, le débrief sur Direct 8. Avec son acolyte Thomas, il passe en revue le mariage de William et Kate.
À partir d'octobre 2011, Benoît Dubois rejoint l'équipe de l'émission Le Mag, présentée par Matthieu Delormeau et Jeny Priez, qui décrypte les programmes de télé-réalité. En 2015, il remplace Matthieu Delormeau à la présentation ou coanime à diverses occasions l'émission. L'émission s’arrête le 3 juillet 2015, faute d'audience.
En 2015, Benoît Dubois est sollicité par Cyril Hanouna pour rejoindre l'équipe de chroniqueurs de l'émission Touche pas à mon poste !. Néanmoins, le chroniqueur décline l'offre de Cyril Hanouna qui révèle : « Il y a un garçon que j'adore : c'est Benoît Dubois. C'est un garçon que j'aimerais beaucoup recruter. S'il est libre l'année prochaine, il fera partie de nouvelles recrues ».

### Présentateur
En 2012, la chaîne AB1 lui confie la présentation d'un programme de coiffure : dix candidats vont s'affronter autour d'épreuves de coiffure et devront être créatifs afin de séduire un jury de professionnel. Composée de 10 épisodes, l'émission britannique Great British Hairdresser est ainsi rebaptisée Hairdresser : Qui sera le meilleur coiffeur ? et est diffusée dès le 20 mai 2012 sur AB1. Il a déclaré dans les médias : « C’est un programme qui m’a beaucoup plu, car je suis concerné en tant que coiffeur. Par ailleurs, je souhaitais m’essayer à la présentation, un exercice que je n’avais jamais fait auparavant et je me suis vraiment éclaté ».
Le 16 février 2015, les médias annoncent que le chroniqueur sera à la tête de sa propre émission intitulée The Benoît Show. Cependant, il s'agit seulement d'un happening pour Le Mag.
Le 16 juin 2015, Benoît Dubois tourne un pilote, Big After School, une émission censée remplacer Le Mag . 
À partir du 31 août 2015, il succède à Matthieu Delormeau pour la présentation du divertissement Le Daily Mag sur NRJ 12 aux côtés de Karima Charni ainsi que Le Mag de télé-réalité avec Capucine Anav. Les deux émissions sont déprogrammées officiellement en novembre 2015, faute d'audience.

### Apparitions télévisées
Le 16 octobre 2014, il est l'un des candidats d'une édition du jeu présenté par Julien Courbet, Le Maillon Faible : spécial télé-réalité.
Le 18 février 2015, il apparaît dans un nouveau numéro du divertissement de Cyril Hanouna, L'Œuf ou la Poule ?, avec son acolyte, Capucine Anav.
Le 1er janvier 2017, il est invité dans l'émission Tous pour Un sur NRJ 12.
Depuis 2019, Benoit apparaît dans la série phare de Jean-Luc Azoulay, Les Mystères de l’Amour, dans laquelle il interprète le personnage de Victor .Cette série est la suite de la série culte « Hélène et les Garçons ».

## Carrière

### En tant qu'animateur
- 2012 : Hairdresser : Qui sera le meilleur coiffeur ? - AB1
- 2015 : Le Live de Benoît - NRJ 12
- 2015 : Le Daily Mag (avec Karima Charni) - NRJ 12
- 2015 : Le Mag de la télé-réalité (avec Capucine Anav) - NRJ 12
- 2016 : Friends Trip 2 : La grande finale (avec Capucine Anav et Anne-Gaëlle Riccio) - NRJ 12
- 2017 : Summer class (avec Emilie Picch et Aymeric Bonnery) - NRJ 12
- 2017 : Just Dance World Cup  (avec Ayem Nour) - NRJ 12
- 2018 : La Mad Box (avec Emilie Picch) - NRJ 12

### En tant que chroniqueur
- 2011 : 24h Buzz : mariage princier, le débrief - Direct 8
- 2011 - 2018 : Le Mag - NRJ 12
- 2018 : En route pour les Anges 10 - NRJ 12
- 2018 - 2022 : TPMP people - C8
- 2018 : Touche pas à mon poste ! sur C8
- 2018 - 2020 : TPMP ! ouvert à tous sur C8
- 2025 : 20 ans de grandes émotions - NRJ 12

### En tant que candidat
- 2010 : Secret Story 4 sur TF1 (vainqueur)
- 2011 : Carré ViiiP sur TF1 (candidat - semaines 1 et 2)
- 2014 : Les Anges de la télé-réalité 6 : Australia sur NRJ 12 (candidat - épisodes 69 à 84)
- 2014 : Secret Story 8 sur TF1 (candidat invité - 1 jour)
- 2015 : L'Œuf ou la Poule ? sur D8
- 2016 : Secret Story 10 - NT1 (candidat invité - 1 jour)
- 2017 : Tous pour Un sur  NRJ 12
- 2018 :  Friends Trip 4 sur NRJ 12 (candidat demi-finaliste semaines 7 à 9)
- 2018 et 2019 :  Fort Boyard sur France 2 (candidat)
- 2019 : Un dîner presque parfait - « Spéciale animateurs » sur W9 (candidat)
- 2024 : Les Apprentis Aventuriers 7 : Les Alliances sur W9 (candidat, en binôme avec Julie Ricci)
- 2024 : Super Mytho sur W9 (avec Emilie Nef Naf & Julie Ricci)
- 2024 : La Villa des cœurs brisés 9 sur TFX
- 2024 : The Cerveau sur W9
- 2025 : The Detective Club : qui a volé Kiki ? sur W9
- 2025 : Toute la vérité avec Giuseppa sur M6+
- 2025 : Les Cinquante 4 sur W9

### En tant qu’acteur
- Depuis 2019 : Les Mystères de l'amour (TMC) : Victor Sanchez

### Documentaire
- 2021 : Les 20 ans de la télé-réalité : du loft à Secret Story, sur TMC

## Spectacle
- 2012 : Brigitte et Josiane font leur comic out